# Lafoea paxi
Lafoea paxi är en nässeldjursart som beskrevs av Eberhard Stechow 1932 . Lafoea paxi ingår i släktet Lafoea och familjen Lafoeidae. Inga underarter finns listade i Catalogue of Life.